# Морріс (Міннесота)
Морріс (англ. Morris) — місто (англ. city) в США, в окрузі Стівенс штату Міннесота. Населення — 5105 осіб (2020).

## Географія
Морріс розташований за координатами 45°35′4″ пн. ш. 95°53′49″ зх. д. / 45.58444° пн. ш. 95.89694° зх. д. (45.584417, -95.896957).  За даними Бюро перепису населення США в 2010 році місто мало площу 12,99 км², з яких 12,42 км² — суходіл та 0,57 км² — водойми.

## Демографія
Згідно з переписом 2010 року, у місті мешкало 5286 осіб у 1986 домогосподарствах у складі 1021 родини. Густота населення становила 407 осіб/км².  Було 2199 помешкань (169/км²).
Расовий склад населення:
| - 90,9 % — білих - 2,5 % — азіатів - 1,5 % — корінних американців - 1,3 % — чорних або афроамериканців - 0,1 % — вихідців з тихоокеанських островів - 1,1 % — осіб інших рас |

До двох чи більше рас належало 2,6 %. Частка іспаномовних становила 3,2 % від усіх жителів.
За віковим діапазоном населення розподілялося таким чином: 17,7 % — особи молодші 18 років, 66,2 % — особи у віці 18—64 років, 16,1 % — особи у віці 65 років та старші. Медіана віку мешканця становила 26,5 року. На 100 осіб жіночої статі у місті припадало 87,2 чоловіків;  на 100 жінок у віці від 18 років та старших — 83,4 чоловіків також старших 18 років.
Середній дохід на одне домашнє господарство  становив 58 332 долари США (медіана — 41 991), а середній дохід на одну сім'ю — 81 348 доларів (медіана — 72 065). Медіана доходів становила 46 380 доларів для чоловіків та 33 114 долари для жінок. За межею бідності перебувало 27,6 % осіб, у тому числі 11,3 % дітей у віці до 18 років та 9,1 % осіб у віці 65 років та старших.
Цивільне працевлаштоване населення становило 2767 осіб. Основні галузі зайнятості: освіта, охорона здоров'я та соціальна допомога — 36,0 %, мистецтво, розваги та відпочинок — 14,5 %, роздрібна торгівля — 13,1 %.